# Tanítási dráma
A tanítási dráma a drámapedagógia egyik tevékenységfajtája, az angol drama in education kifejezés Magyarországon elterjedt fordítása. A módszer lényege, hogy a gyerekek a tanárral közösen kialakított fiktív világ (történet) drámai kontextusán belül szerzett tapasztalatokon keresztül foglalkoznak különböző tanulási területekkel. Hazánkban a kilencvenes évek elejétől kezd ismertté és elterjedtté válni a pedagógusok körében, amikor Kaposi László és a Kerekasztal Színházi Nevelési Központ munkatársai angliai tanulmányútjukról hazatérve színházi nevelési foglalkozások részeként alkalmazni kezdik a módszert, majd a Magyar Drámapedagógiai Társaság szervezésében Kaposi elindítja az első drámaóra-vezetői tanfolyamokat.

## Fejlődéslélektani alapjai
A drámában megvalósuló tanulási folyamat sajátosságainak vizsgálatakor érdemes visszanyúlni a dráma eredetéhez, a gyermeki „mintha” játékhoz. Gavin Bolton elemzése szerint az ilyen típusú játéktevékenységnek két oldala van: egy belső, mentális tevékenység, a játék mögöttes tartalma (belső akció), és az ezt megjelenítő cselekvéssor (külső akció). A megjelenítés során a játszó gyerek felidézi a hiányzó tárgyakat és cselekvéseket, tehát jelentésadó képességgel rendelkezik. A játékbeli cselekvésnek és viselkedésnek különböző jelentései lehetnek. Ezek a jelentéstípusok a külső és belső akció kölcsönhatásából jönnek létre. Bolton objektív jelentéstípusnak nevezi a szociális, interperszonális és tudományos tartalmakat, mint például amikor egy főzőcskét játszó gyerek felszínre hozza azokat az ismereteit, amelyek egy munkáját végző szakácsra vonatkoznak, vagy amikor egy testvérpár „testvéresdit” játszik, hogy felfedezzék a játék segítségével a testvérlét szabályait. A szubjektív jelentésszintet pedig azok az érzelmek, érzelmi viszonyulások hozzák létre, amelyeket a játszó gyerek érez a megidézett szituációkkal kapcsolatban, és amelyeket a gyerek a „mintha”-játék formájában fejez ki.
Ez a jelentésadó funkció a drámajátéknak is meghatározó eleme, azonban ott jóval összetettebb módon jelenik meg. Bolton szerint a dramatikus élmény tartalma az egyedi, konkrét cselekvés és egy általános érvényű, de személyes tartalmú jelentés kapcsolatában születik meg. A tevékenység és az ahhoz kötődő tartalmak közti megfelelést a tanárnak kell biztosítania. Ahhoz, hogy a megfelelés létrejöjjön, és a játszók rátaláljanak ezekre a mögöttes tartalmakra a tanárnak ki kell jelölnie a játékon belüli közös nézőpontot, az akciót és az akcióhoz köthető, mindenki számára átélhető értékeket. Ez a lebontó folyamat teszi lehetővé, hogy az egyes jelentéstartalmak pontosan körvonalazódjanak a játszók számára. Ezt a folyamatot Bolton „partikularizációs folyamatnak” hívja (Bolton, 1979), és egyértelműen a tanár feladatai közé sorolja.

## Dráma és tanulás
Szauder H. P. Rickmanre utalva kifejti, hogy a drámában megjelenő élményből három alapvető mentális folyamaton keresztül lehet tanulni. Egyrészt analógiás módon, vagyis úgy, hogy a játszók drámabeli, számukra ismeretlen helyzetekhez társítanak számukra ismert, általánosabb érvényű tudástartalmakat, másrészt úgy, hogy a drámabeli helyzetek „olyan reakciókat válthatnak ki, amelyek eddig nem szerepeltek a személy tudatos eszköztárában”, vagyis a dráma „kihívást teremtő helyzeteket” hoz létre, és harmadrészt úgy, hogy a meglévő élményeinket kapcsolni tudjuk más, a drámában megjelenő nagyobb intenzitású helyzetekhez. A tanulás helyzetekbe ágyazottan jelenik tehát meg, a meglévő ismeretek szükségessé válnak a helyzet kialakításához, és hozzájárulnak az emberi élet különböző területeire vonatkozó „univerzális tartalmak” megtalálásához. A drámával megszerezhető tudás tehát emberek közt zajló szituációkba épülve jelenik meg. Ehhez hasonlóan fogalmaz Heathcote is, aki szerint a drámabeli tanulás önmagunk és viszonyaink megfigyelését jelenti a drámabeli helyzetekben.
Bolton megfogalmazásában a tanulás a szituáció értékelésében bekövetkező változásban történik meg, és három szintjét különbözteti meg. Kontextuális szinten a játékbeli tények és attitűdök közeledhetnek a valós világhoz, vagyis fejlődés jöhet létre a játszók világismeretében. Személyes szinten a dráma témájára és magára a tevékenységekre adott érzelmi reakciókban bekövetkező változásról beszélhetünk, és végül megjelenhetnek az általánosabb jelentéstartalmakra, az „emberi lényegre” vonatkozó utalások a gyerekek játékában. A tanulás létrejöttének feltételei a közös részvétel, az érzelmi tapasztalatok felhasználása egy új minőségben, a „nyers emóciók” háttérbe szorítása és drámabeli szituációk tartalmának megfelelő személyes és egyben közös tartalmak megjelenése. A megértésben bekövetkező változás fontos szakaszokon megy keresztül. Ezek a megerősítés, a tisztázás és a változtatás, amely szakaszok a „mesterséges” drámának nevezett szinttel együtt gyakran egymásba csúszva, ingadozva jelennek meg az órákon. Bolton maga hívja fel a figyelmet arra, hogy a negyedik szint, a sokat idézett attitűdváltás igen ritkán valósul meg, és leginkább csak arról beszélhetünk, hogy a gyerekek képessé válnak arra, hogy belássák, bizonyos dolgokról másképp is lehet gondolkozni.
Jonothan Neelands tanuláselmélete szerint az új ismeretek a meglévő tapasztalatok és élmények közé illeszkednek be. A drámabeli tanulás a valóságos helyzeteknek megfelelő képzeletbeli helyzeten belül megszerzett tapasztalat során jön létre. Az ilyen helyzetek alkalmasak arra, hogy különböző gondolatokat, szerepeket, értékeket cselekvésben kipróbáljanak. Azzal, hogy lehetőséget adunk diákjainknak az ismert és az ismeretlen tartalmak közti hidak megépítésére, „lehetőséget adunk arra, hogy a saját tanulási módszereiket kialakítsák”. Ezek a módszerek az élmények feldolgozásának módszerei, olyan hétköznapi és személyes eljárások, amelyekkel kapcsolatot teremtenek az ismerős és ismeretlen között. A drámának Neelands szerint erre a tanulási folyamatra kell helyeznie a hangsúlyt, melynek célja, hogy a gyerek megtanulja, miként tud önmaga számára új jelentéstartalmakat felfedezni. A tanítási drámában nemcsak a megszerzett tudástartalmak különböznek a hagyományos oktatás ismereteitől, hanem a tanár-tanuló-tananyag viszonyrendszer is másképp alakul. A tervezés célja utakat találni a meglévő ismereteik mozgósítására, és „lehetővé tenni számukra, hogy az anyaggal közvetlen módon kerüljenek kapcsolatba”. Ezt a tanár úgy éri el, hogy „fókuszáló lencseként működő formát” ad a kezükbe (Neelands, 1984). Ezek a dramatikus formák.